# Bórax
O bórax (Na2B4O7·10H2O), também conhecido como borato de sódio ou tetraborato de sódio, é um mineral alcalino  derivado da mistura de um sal hidratado de sódio e ácido bórico. Facilmente solúvel em água, é frequentemente formado na natureza como evaporito. Por isso é encontrado na forma de pequenos cristais agrupados facilmente friável, com aparência macroscópica de um pó esbranquiçado. Microscopicamente seus cristais são transparentes e de pequena dureza.

## Ocorrência
Existem depósitos importantes, sob o ponto de vista comercial, na Califórnia (Estados Unidos), no deserto de Atacama (Chile) e no Tibete. É facilmente encontrado em lojas de jardinagem para fertilização das plantas.

## Preparação
Pode ser preparado sinteticamente aquecendo-se o ácido bórico com metaborato de sódio:
2 H3BO3 + 2 NaBO2 → Na2B4O7 + 3 H2O

### Aplicações
- Tratamentos termoquímicos - produção de camadas em materiais metálicos[2]
- No preparo de banho para modelos ortodônticos.

- No curtume para Limpeza do couro.
- Usado como conservante para caviar de esturjão.
- Na taxidermia de material zoológico.
- Inseticidas diversos.
- Limpeza de metais - dissolve os óxidos metálicos formados nas superfícies dos metais.
- Fabricação de esmaltes para porcelanas.
- Fabricação de vidros resistentes a elevadas temperaturas.
- Fabricação de vidros ópticos.
- Tratamento de lã de ovelha quando usada para isolamento termico.
- Produção de detergentes, desinfetantes, sabões e pesticidas.
- Em química analitica.
- No processo de diafanização de animais para pesquisa científica.
- Como fertilizante para nutrição de plantas.
- Na fabricação de instrumentos de corte artesanais, como facas e espadas. (Cutelaria)
- Na composição de fundente em fundição de ouro.